# Adams' sneeuwvink
De Adams' sneeuwvink (Montifringilla adamsi) is een zangvogel uit de familie van mussen en sneeuwvinken (Passeridae).

## Verspreiding en leefgebied
Deze soort komt voor in Tibet en Nepal en telt 2 ondersoorten:
- Montifringilla adamsi xerophila: oostelijk Tibet, het westelijke deel van Centraal-en centraal China.
- Montifringilla adamsi adamsi: zuidelijk Tibet, Nepal, noordelijk India en zuidwestelijk China.